# José Manuel Estepa Llaurens
José Manuel Estepa Llaurens (Andújar, 1 de janeiro de 1926 – Madrid, 21 de julho de 2019) foi um cardeal espanhol, arcebispo Ordinário militar emérito da Espanha. Foi criado cardeal no Consistório Ordinário Público de 2010 pelo Papa Bento XVI, com o título de Cardeal-padre de S. Gabriele Arcangelo all’Acqua Traversa.

## Biografia
Estudou filosofia na Universidade de Salamanca, teologia na Pontifícia Universidade Gregoriana de Roma, onde obteve o doutorado em teologia pastoral e obteve a licenciatura em catequese pastoral no Instituto Católico de Paris, em 1956.
Recebeu a ordenação presbiteral em 27 de janeiro de 1954, sendo incardinado na arquidiocese de Madrid. Foi capelão do Colégio Maior Universitário Guadalupe de Madri, de 1956 a 1960, professor no Seminário Teológico Hispano-Americano de Madrid, de 1956 a 1964, diretor do Departamento de Pastoral da Obra de Cooperación Sacerdotal Hispanoamericana (OCSHA) de 1957 a 1961, assessor da presidência do Conselho Episcopal Latino-Americano (CELAM) de 1958 a 1967. Ele também colaborou com a Ação Católica. De 1965 a 1971, foi diretor nacional de catequese da Conferência Episcopal Espanhola, bem como delegado geral da Comissão Episcopal para a Educação. Foi nomeado consultor da Congregação para o Clero em 1971.
Foi nomeado pelo Papa Paulo VI em 5 de setembro de 1972 como bispo auxiliar de Madri, com a dignidade de bispo titular de Tisili. Recebeu a ordenação episcopal em 15 de outubro de 1972, na igreja paroquial de Assunção em Madri, do cardeal Vicente Enrique y Tarancón, arcebispo de Madri, assistido por Marcelo González Martín, arcebispo de Toledo, e por José López Ortiz, O.S.A., vigário militar da Espanha e arcebispo titular de Grado. De 1972 a 1983, foi vigário-geral para a parte sul da arquidiocese de Madri e reitor de seu Seminário Teológico. Em 1977, foi secretário especial da IV Assembleia Ordinária do Sínodo dos Bispos no Vaticano, entre 30 de setembro e 29 de outubro de 1977. Foi presidente da Subcomissão Episcopal de Catequese entre 1981 e 1998.
Foi nomeado pelo Papa João Paulo II como vigário militar geral da Espanha e promovido a arcebispo titular de Velebusdus em 30 de julho de 1983. Em 1986, ao mudar o regime jurídico dos Vicariatos Castrenses, tornou-se o arcebispo castrense da Espanha. Foi transferido para a sé titular de Itálica, com título pessoal de arcebispo, em 18 de novembro de 1989. Renunciou à sé titular de Itálica em 7 de março de 1998. Renunciou ao governo pastoral do arcebispado castrense em 30 de outubro de 2003. Em Roma, ele foi membro da Comissão de seis bispos que redigiu o Catecismo da Igreja Católica. Ele fez parte do Conselho Internacional da Santa Sé para a catequese e para os vigários militares.
Ele foi autor de vários livros e artigos, particularmente sobre o cuidado pastoral. Ele estava encarregado de religiosos assistência a veteranos militares, como conselheiro da "Hermandad Nacional de veteranos" e da Guardia Civil espanhola. Ele também foi grão-prior da Tenência da Espanha Ocidental da Ordem Equestre do Santo Sepulcro de Jerusalém.
Em 20 de outubro de 2010, durante o Angelus, o Papa Bento XVI anunciou a sua criação como cardeal no Consistório de 20 de novembro. Como já havia alcançado os 80 anos, seria um cardeal não votante. Recebeu o barrete vermelho e o título de São Gabriel Arcanjo em Acqua Traversa no mesmo dia.
Morreu em 21 de julho de 2019, em Madri. As exéquias foram celebradas em 23 de julho, na Catedral do Santíssimo Sacramento das Forças Armadas da Espanha, onde o foi enterrado.

### Conclaves
- Conclave de 2013 - não participou da eleição do Papa Francisco por ter mais de 80 anos na época.